# 秋北バスターミナル
秋北バスターミナル（しゅうほくバスターミナル）は、秋田県大館市片町7番地のホテルクラウンパレス秋北内に存在したバスターミナルである。2013年（平成25年）10月1日に廃止された。

## 概要
大館市役所の南隣りにあり、大館市の中心部に位置する。市内を発着するバスは、高速バス・リムジンバス・路線バス・循環バスを問わずすべてのバスが経由する大館市内で最大のバス停留所であった。
乗り場は各方面ごとに1 - 5番線に分かれており、バス到着の案内は5番線の入り口付近で係員が目視で確認し案内していた。5番線側には駐車場、1番線側にはタクシー乗り場（兼秋北タクシー待機所）があり、ホテルクラウンパレス秋北には、1番線側から連絡していた。
開業した当時は、施設内に娯楽施設（ボウリング場・パチンコ）・レストラン・スーパー・書店・秋北バスの定期券回数券発売所などがあり、その他近隣にもデパートや商店街が控えていて便利な面があった。しかし、近年商業施設の郊外化に伴い施設内のテナントの多くが撤退または廃業し、人口の減少、車社会への変遷もあってバスを利用する人も1969年（昭和44年）をピークに2013年現在では8分の1にまで大幅に減少している。

## 沿革
1973年、秋北バスが併設の秋北ホテル（現在のホテルクラウンパレス秋北）と同時に本社（当時）を建て替えて開業した。
2003年には併設する秋北ホテルをホテルマネージメントインターナショナル (HMI) に譲渡し、ホテルの名称がホテルクラウンパレス秋北に改称された。この時からバスターミナル施設を秋北バスが HMI から年間1000万円弱で借り受けて運営していた。しかし、前述の通りバスターミナルの利用客の減少により、2013年（平成25年）10月1日に当バスターミナルを廃止した。

## バス路線

### 廃止時点
廃止時点（2013年9月30日）のバス路線。
- 高速バス
  - 大宮駅・池袋駅ゆき ジュピター号（秋北バス） : 1日1往復（夜行バス）
  - 仙台駅ゆき 仙台・大館号（秋北バス、JRバス東北） : 1日3往復
  - 盛岡駅ゆき みちのく号（秋北バス、岩手県北バス、岩手県交通） : 1日14往復

- リムジンバス
  - 大館能代空港ゆき（秋北タクシー）
    - 東京国際空港便接続・2往復

- 路線バス : すべて秋北バスが運行していた。
  - 鷹巣・米内沢（北秋田市）方面
  - 大野・中谷地・大石渡・山田方面
  - 獅子ヶ森・大館樹海ドーム方面
  - 花岡・二井山・繋沢・大森・白沢方面
  - 陣場・矢立ハイツ方面
  - 小坂町方面
  - 鹿角花輪（鹿角市）方面
  - 大谷・大葛・中野・弥助方面
  - 大館鳳鳴高校・長根山運動公園方面
  - 大館駅方面

- 市内循環バス
  - ハチ公号（大館市内循環・2系統）

- コミュニティバス
  - さわやかみなみ号
    - 二井田線
    - 真中線

### 廃止後の代替バス停
バスターミナルの廃止にともない、各路線は以下の通り経路の変更を行い、路線によって新規バス停を設置して対応した。
バスターミナル周辺を通る経路を廃止した路線
- 大館駅発着に変更
  - 鷹巣線
  - 米内沢線
  - コミュニティバス さわやかみなみ号
- 秋北バスターミナル周辺を経由する経路を廃止した路線
  - 中野線
  - 弥助線
  - 花輪線

新たに代替のバス停を新設した路線
- バスターミナル近くに「大館市役所前」バス停[5]を設置し停車する路線。
  - リムジンバス
  - 中谷地線
  - 大石渡線
  - 大森線
  - 繁沢線
  - 寺の沢線
  - 陣場線
  - 矢立ハイツ線
  - 獅子ヶ森環状線
  - 小坂線
  - 大谷線
  - 循環バス ハチ公号
- いとく大館ショッピングセンター北口にバス停を新設した路線
  - 高速バス ジュピター号
  - 高速バス 仙台・大館号
  - 高速バス みちのく号
  - 循環バス ハチ公号

## 廃止時点で施設にあった主な店舗
- 秋北航空サービス
- ラーメン江戸まる（営業時間：11:00 - 14:00）
- ホテルクラウンパレス秋北（レストラン・バー・ラウンジがある）
- 有料駐車場60台（ホテル利用者は減額または無料）
- タクシー乗り場（秋北タクシー待機所）

## 周辺施設
- 大館市役所
- 桂城公園
- 大館市民文化会館
- 大館市立中央図書館
- 大館市民体育館
- 秋田地方裁判所大館支所
- 秋田地方検察庁大館支部（大館区・鹿角区検察庁）
- 大館税務署
- 大館郵便局
- 大館市立城南小学校
- 秋田犬会館
- 国道7号